# 919 (szám)
A 919 (római számmal: CMXIX) egy természetes szám, prímszám.

## A szám a matematikában
A tízes számrendszerbeli 919-es a kettes számrendszerben 1110010111, a nyolcas számrendszerben 1627, a tizenhatos számrendszerben 397 alakban írható fel.
A 919 páratlan szám, prímszám. Normálalakban a 9,19 · 102 szorzattal írható fel.
Pillai-prím.
Első típusú köbös prím.
Középpontos hatszögszám.
A 919 négyzete 844 561, köbe 776 151 559, négyzetgyöke 30,31501, köbgyöke 9,72236, reciproka 0,0010881. A 919 egység sugarú kör kerülete 5774,24730 egység, területe 2 653 266,633 területegység; a 919 egység sugarú gömb térfogata 3 251 136 047,8 térfogategység.
A 919 helyen az Euler-függvény helyettesítési értéke 918, a Möbius-függvényé −1.